# RM (BTS)
Kim Nam-joon (Hangul: 김남준; geboren op 12 september 1994 in Ilsan, Zuid-Korea), ook wel bekend onder zijn artiestennaam RM (voorheen Rap Monster, nu Real Me), is een Zuid-Koreaanse rapper, songwriter en producer. Hij is de rapper en leider van de Zuid-Koreaanse K-popgroep BTS. Naast zijn werk met BTS, staat hij bekend als een kunstverzamelaar. In 2015 bracht hij zijn eerste solo mixtape, RM, uit. In 2018 bracht hij zijn tweede mixtape, Mono, uit. Hij heeft samengewerkt met artiesten als Wale, Warren G en Fall Out Boy.

## Levensloop
Hij werd geboren op 12 september 1994 in Dongjak-gu, Zuid-Korea en groeide op in Ilsan. RM is het oudste kind in zijn gezin, met een drie jaar jongere zus genaamd Kim Geong Min.
Tijdens interviews heeft RM verteld dat hij Engels leerde door het herbekijken van de Amerikaanse televisieserie Friends. Gedurende zijn studententijd schreef hij gedichten, waarvoor hij prijzen ontving. Op elfjarige leeftijd ontwikkelde RM een interesse in hiphop nadat hij het nummer Fly van Epik High hoorde. De Amerikaanse rapper Eminem was een andere grote inspiratiebron voor hem, vooral vanwege de krachtige teksten in diens liedjes. RM begon zelf teksten te schrijven en begon in 2007 met rappen. Hij maakte zijn eerste zelfgemaakte nummer met Adobe Audition en gaf amper één jaar later zijn eerste concert. Onder de artiestennaam Runch Randa bouwde hij een carrière op in de Koreaanse underground hiphopscene, waarbij hij verschillende nummers uitbracht met andere underground rappers.
RM behoorde in zijn studententijd bij de top 1% van studenten die slaagden voor de toelatingsexamens in taal, wiskunde, vreemde talen en sociale studies. Dit wijst op een IQ van 148. Hoewel hij als jonge muzikant tegenstand ondervond van zijn ouders, koos hij ervoor zijn studies op de eerste plaats te zetten. Om zijn moeder te overtuigen dat hij rapper wilde worden, vroeg hij haar: "Wil je een zoon die de eerste plaats behaalt als rapper, of een student die op de 5000e plaats eindigt?"
In december 2023 trad RM het Zuid-Koreaanse leger in. Dit deed hij tegelijkertijd met vriend en bandgenoot V. RM trad op 10 juni 2025 uit het leger. 
- Bibliothèque nationale de France: cb18065399f (data)
- International Standard Name Identifier: 0000 0004 7245 5717
- Library of Congress Control Number: n2023028484
- MusicBrainz: 58f1e354-ecbc-4fd3-aa25-97eb1d9bd8b9
- Virtual International Authority File: 3422154592511343370000